# هشام توفیق
هشام توفیق (به انگلیسی: Hisham Tawfiq) یک بازیگر آمریکایی است که بیشتر برای ایفای نقش "دمبه زوما" در سریال لیست سیاه شناخته شده است.

## حرفه کاری
هشام توفیق در نیویورک به دنیا آمد.وی علاقه خود به هنر را در دبیرستان ، هنگام اجرای شعر «من می دانم چرا پرنده در قفس می خواند» از مایا آنجلو کشف کرده و در شرکت نگرو آنسامبل (جایی که بازیگرانی مانند دنزل واشنگتن و اوسی دیویس در آن درس خوانده اند) به همراه مربی اش سوزان باستون تحصیل کرد.

او قبل از به دنبال کردن حرفه بازیگری ، عضو نیروی تفنگداران دریایی ایالات متحده آمریکا بود و در طول عملیات طوفان صحرا خدمت می کرد.همچنین از سال ۱۹۹۴ تا سال ۱۹۹۶ ، توفیق به عنوان یک افسر اصلاحات در تسهیلات «بخوان بخوان» تادیبی در اوسینینگ ، نیویورک کار کرده است.

وی حالی که حرفه بازیگری خود را دنبال میکرد ، به عنوان یک مامور آتش نشانی در سازمان آتش نشانی شهر نیویورک نیز فعالیت داشت .

## فیلم ها
- مردی رو به زوال
- آیرون ساید
- لیست سیاه
- ۳۰ راک (۲ اپیزود)
- قانون و نظم: واحد قربانیان ویژه (۲ اپیزود)